# Rhizoglyphus ranunculi
Rhizoglyphus ranunculi är en spindeldjursart som beskrevs av David C.M. Manson 1972. Rhizoglyphus ranunculi ingår i släktet Rhizoglyphus och familjen Acaridae. Inga underarter finns listade i Catalogue of Life.